# Сеньківка (пункт контролю)

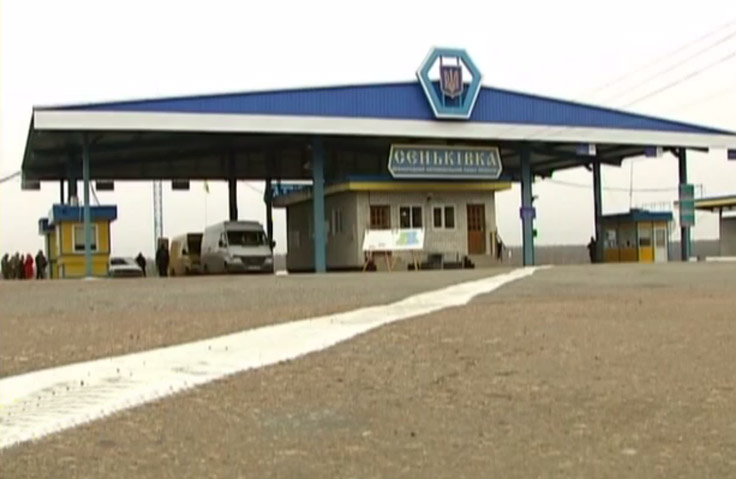
Пункт пропуску «Сеньківка»

52°6′22.6″ пн. ш. 31°46′52.9″ сх. д. / 52.106278° пн. ш. 31.781361° сх. д.
Сенькі́вка — пункт пропуску через державний кордон України на кордоні з Білоруссю та Росією в місці, де сходяться кордони трьох країн. На пункті пропуску в 1975 році відкрито «Монумент дружби народів».
Розташований у Чернігівській області, Городнянський район, поблизу однойменного села на автошляху Н28. З білоруського боку розташований пункт пропуску «Веселівка» на трасі в напрямку Тереховки. З російського боку розташований пункт пропуску «Нові Юрковичі» на трасі в напрямку Климова.
Вид пункту пропуску — автомобільний. Статус пункту пропуску — міжнародний.
Характер перевезень — пасажирський, вантажний.
Окрім радіологічного, митного та прикордонного контролю, пункт пропуску «Сеньківка» може здійснювати санітарний, фітосанітарний, ветеринарний, екологічний контроль та контроль Служби міжнародних автомобільних перевезень.
Пункт пропуску «Сеньківка» входить до складу митного посту «Сеньківка» Чернігівської митниці. Код пункту пропуску — 10205 03 00 (11).
У межах пункту пропуску бере початок річка Живода, права притока Цяти.